# Sass
Sass  (Syntactically Awesome StyleSheets) è un'estensione del linguaggio CSS che permette di utilizzare variabili, di creare funzioni e di organizzare il foglio di stile in più file.
Il linguaggio Sass si basa sul concetto di preprocessore CSS, il quale serve a definire fogli di stile con una forma più semplice, completa e potente rispetto ai CSS e a generare file CSS ottimizzati, aggregando le strutture definite anche in modo complesso. È compatibile con tutte le versioni di CSS.
Sass è costituito da due sintassi. La sintassi originale, chiamata "sintassi rientrata", utilizza una sintassi simile a Html. Utilizza il rientro per separare i blocchi di codice e i caratteri di nuova riga per separare le regole. La sintassi più recente, "SCSS" (Sassy CSS), utilizza la formattazione dei blocchi come quella dei CSS. Utilizza le parentesi graffe per indicare i blocchi di codice e il punto e virgola per separare le regole all'interno di un blocco. La sintassi rientrata e i file SCSS hanno tradizionalmente le estensioni .sass e .scss, rispettivamente.
CSS3 consiste in una serie di selettori e pseudo-selettori che raggruppano le regole che si applicano a loro. Sass (nel contesto più ampio di entrambe le sintassi) estende i CSS fornendo diversi meccanismi disponibili nei linguaggi di programmazione più tradizionali , in particolare i linguaggi orientati agli oggetti , ma che non sono disponibili per i CSS3 stessi. Quando SassScript viene interpretato, crea blocchi di regole CSS per vari selettori come definito dal file Sass. L'interprete Sass traduce SassScript in CSS. In alternativa, Sass può monitorare il file .sass o .scss e tradurlo in un file .css di output ogni volta che viene salvato il file .sass o .scss.
La sintassi indentata è un metalinguaggio. SCSS è un metalinguaggio annidato , poiché CSS valido è SCSS valido con la stessa semantica .
SassScript fornisce i seguenti meccanismi: variabili, annidamento, mixin ed ereditarietà del selettore.

## Installazione
L'implementazione originale di Sass era scritta in Ruby. Una volta installato Ruby per il proprio sistema operativo è possibile procedere con l'installazione di Sass tramite il comando gem install sass.
A partire dal 26 marzo 2019 Ruby Sass non è più ufficialmente supportato. Esistono tuttavia implementazioni di Sass in diversi linguaggi di programmazione e l'implementazione primaria è diventata quella scritta in Dart. Nella pagina ufficiale di Sass per ogni implementazione sono disponibili le istruzioni per l'installazione.

## Storia
Sass è stato inizialmente progettato da Hampton Catlin e sviluppato da Natalie Weizenbaum.  Dopo le sue versioni iniziali, Weizenbaum e Chris Eppstein hanno continuato ad estendere Sass con SassScript, un linguaggio di scripting usato nei file Sass.

## Principali implementazioni
SassScript è stato implementato in più lingue, le implementazioni degne di nota sono:
- L'implementazione originale di Ruby open source creata nel 2006,[7] allora è stata deprecata a causa della mancanza di manutentori e ha raggiunto la fine del ciclo di vita nel marzo 2019[8].
- L'implementazione ufficiale di Dart open source[7].
- libSass, l'implementazione ufficiale C ++ open source .
- l'implementazione JavaScript ufficiale, pubblicata come modulo "sass" su npm .
- JSass, un'implementazione Java non ufficiale[9].
- phamlp, un'implementazione SASS / SCSS non ufficiale in PHP[7].
- Vaadin ha un'implementazione Java di Sass.
- Firebug , un'estensione XUL ("legacy") per Firefox per lo sviluppo web.[10] Da allora è stato deprecato a favore degli strumenti di sviluppo integrati in Firefox stesso. Ha smesso di funzionare da quando Firefox 57 ha abbandonato il supporto per le estensioni XUL.

## Caratteristiche

### Variabili
Sass consente di definire le variabili. Le variabili iniziano con un segno di dollaro ( $ ). Variabile assegnazione è fatto con un colon ( : ).
SassScript supporta quattro tipi di dati:
- Numeri (comprese le unità)
- Stringhe (con virgolette o senza)
- Colori (nome o nomi)
- Booleani

Le variabili possono essere argomenti o risultati di una delle numerose funzioni disponibili. Durante la traduzione, i valori delle variabili vengono inseriti nel documento CSS di output. 
| SCSS | Sass | CSS Compilato |
| --- | --- | --- |
| $primary-color: #3bbfce; $margin: 16px; .content-navigation { border-color: $primary-color; color: darken($primary-color, 10%); } .border { padding: $margin / 2; margin: $margin / 2; border-color: $primary-color; } | $primary-color: #3bbfce $margin: 16px .content-navigation border-color: $primary-color color: darken($primary-color, 10%) .border padding: $margin/2 margin: $margin/2 border-color: $primary-color | .content-navigation { border-color: #3bbfce; color: #2b9eab; } .border { padding: 8px; margin: 8px; border-color: #3bbfce; } |

### Annidamento
I CSS supportano l'annidamento logico, ma i blocchi di codice stessi non sono annidati. Sass consente di inserire il codice annidato l'uno nell'altro. 
| SCSS | Sass                                                                                           | CSS Compilato |
| --- | ---------------------------------------------------------------------------------------------- | --- |
| table.hl { margin: 2em 0; td.ln { text-align: right; } } li { font: { family: serif; weight: bold; size: 1.3em; } } | table.hl margin: 2em 0 td.ln text-align: right li font: family: serif weight: bold size: 1.3em | table.hl { margin: 2em 0; } table.hl td.ln { text-align: right; } li { font-family: serif; font-weight: bold; font-size: 1.3em; } |

Tipi più complicati di annidamento, inclusi l'annidamento dello spazio dei nomi e i riferimenti padre, sono discussi nella documentazione di Sass.
| SCSS | Sass                                                                                      | CSS Compilato                                                                            |
| --- | ----------------------------------------------------------------------------------------- | ---------------------------------------------------------------------------------------- |
| @mixin table-base { th { text-align: center; font-weight: bold; } td, th { padding: 2px; } } #data { @include table-base; } | =table-base th text-align: center font-weight: bold td, th padding: 2px #data +table-base | #data th { text-align: center; font-weight: bold; } #data td, #data th { padding: 2px; } |

#### Loop
Sass consente l'iterazione sulle variabili utilizzando @for, @eache @while, che può essere utilizzato per applicare stili diversi a elementi con classi o ID simili.
| Sass | CSS Compilato |
| --- | --- |
| $squareCount: 4 @for $i from 1 through $squareCount #square-#{$i} background-color: red width: 50px * $i height: 120px / $i | #square-1 { background-color: red; width: 50px; height: 120px; } #square-2 { background-color: red; width: 100px; height: 60px; } #square-3 { background-color: red; width: 150px; height: 40px; } |

#### Argomenti
Anche i mixin supportano gli argomenti.
| Sass                                                          | CSS Compilato                             |
| ------------------------------------------------------------- | ----------------------------------------- |
| =left($dist) float: left margin-left: $dist #data +left(10px) | #data { float: left; margin-left: 10px; } |

#### In combinazione
| Sass | CSS Compilato |
| --- | --- |
| =table-base th text-align: center font-weight: bold td, th padding: 2px =left($dist) float: left margin-left: $dist #data +left(10px) +table-base | #data { float: left; margin-left: 10px; } #data th { text-align: center; font-weight: bold; } #data td, #data th { padding: 2px; } |

### Eredità del selettore
Sebbene CSS3 supporti la gerarchia DOM ( Document Object Model ), non consente l'ereditarietà del selettore. In Sass, l'ereditarietà si ottiene inserendo una riga all'interno di un blocco di codice che utilizza la parola chiave @extend e fa riferimento a un altro selettore. Gli attributi del selettore esteso vengono applicati al selettore chiamante. 
| Sass | CSS Compilato |
| --- | --- |
| .error border: 1px #f00 background: #fdd .error.intrusion font-size: 1.3em font-weight: bold .badError @extend .error border-width: 3px | .error, .badError { border: 1px #f00; background: #fdd; } .error.intrusion, .badError.intrusion { font-size: 1.3em; font-weight: bold; } .badError { border-width: 3px; } |

Sass supporta l'ereditarietà multipla..

## libSass
Alla HTML5 Developer Conference del 2012, Hampton Catlin, il creatore di Sass, ha annunciato la versione 1.0 di libSass, un'implementazione C ++ open source di Sass sviluppata da Catlin, Aaron Leung e il team di ingegneri di Moovweb.  attuale manutentore di Sass, Chris Eppstein, ha espresso l'intenzione di contribuire.
Secondo Catlin, libSass può essere "drop [ped] in qualsiasi cosa e includerà Sass ... Potresti rilasciarlo direttamente in Firefox oggi e compilare Firefox e verrà compilato lì. Abbiamo scritto il nostro parser da zero in assicurati che sia possibile ".
Gli obiettivi di progettazione di libSass sono:
- Prestazioni: gli sviluppatori hanno segnalato aumenti di velocità 10 volte superiori rispetto all'implementazione Ruby di Sass[14].
- Integrazione più semplice: libSass semplifica l'integrazione di Sass in più software. Prima di libSass, l'integrazione di Sass in un linguaggio o in un prodotto software richiedeva il raggruppamento dell'intero interprete Ruby. Al contrario, libSass è una libreria collegabile staticamente con zero dipendenze esterne e un'interfaccia C-like, che rende facile avvolgere Sass direttamente in altri linguaggi e strumenti di programmazione. Ad esempio, ora esistono collegamenti libSass open source per Node, Go e Ruby[15].
- Compatibilità: l'obiettivo di libSass è la piena compatibilità con l'implementazione Ruby ufficiale di Sass. Questo obiettivo è stato raggiunto su libsass 3.3[16].

## Integrazione IDE
| IDE                                        | Software    | Sito web                                                                                    |
| ------------------------------------------ | ----------- | ------------------------------------------------------------------------------------------- |
| Adobe Dreamweaver CC 2017                  |             | https://blogs.adobe.com/creativecloud/getting-started-with-css-preprocessors-less-and-sass/ |
| Eclipse                                    |             |                                                                                             |
| Emacs                                      | SCSS Mode   | https://github.com/antonj/scss-mode/                                                        |
| JetBrains IntelliJ IDEA (Ultimate Edition) |             | https://www.jetbrains.com/idea/                                                             |
| JetBrains PhpStorm                         |             | http://www.jetbrains.com/phpstorm/                                                          |
| JetBrains RubyMine                         |             | http://www.jetbrains.com/ruby/                                                              |
| JetBrains WebStorm                         |             | http://www.jetbrains.com/webstorm/                                                          |
| Microsoft Visual Studio                    | Mindscape   | http://www.mindscapehq.com/products/web-workbench                                           |
| Microsoft Visual Studio                    | SassyStudio | http://visualstudiogallery.msdn.microsoft.com/85fa99a6-e4c6-4a1c-9f00-e6a8129b6f4d          |
| Microsoft WebMatrix                        |             | http://www.microsoft.com/web/                                                               |
| NetBeans                                   |             | http://plugins.netbeans.org/plugin/34929/scss-support                                       |
| Vim                                        | haml.zip    | http://www.vim.org/scripts/script.php?script_id=1433                                        |
| Atom                                       |             | https://github.com/atom/language-sass                                                       |
| Visual Studio Code                         |             | https://code.visualstudio.com/Docs/languages/css                                            |
| Sublime                                    |             | https://github.com/P233/Syntax-highlighting-for-Sass                                        |
| Edit+                                      |             | https://www.editplus.com/others.html                                                        |